# 600
| [ Edytuj tabelę ]          |                             |
| Cesarz Bizancjum           | - 582 Maurycjusz 602        |
| Cesarz Chin                | - 581 Sui Wendi 604         |
| Król Essexu                | - 587 Sledda 604            |
| Król Franków               | - 584 Chlotar II 629        |
| Król Franków w Austrazji   | - 595 Teudebert II 612      |
| Cesarz Japonii             | - 592 Suiko 628             |
| Król Kentu                 | - 560 Ethelbert I 616       |
| Patriarcha Konstantynopola | - 596 Cyriak II 606         |
| Władca Korei               | - 590 Yŏngyang 618          |
| Król Longobardów           | - 590 Agilulf 616           |
| Papież                     | - 590 Grzegorz I 604        |
| Król Persji                | - 590 Chosrow II Parwiz 628 |
| Król Wizygotów             | - 586 Rekkared I 601        |

Rok 600 / DC
stulecia: V wiek ~
VI wiek ~
VII wiek

lata: 590 «
595 «
596 «
597 «
598 «
599 «
600
» 601
» 602
» 603
» 604
» 605
» 610

## Wydarzenia
- Ludność świata – między 200 a 206 mln[1].

Europa
- Początek budowy katedry w Arles we Francji.
- Prawdopodobny początek używania odkładnicy przez ludy żyjące na terenie współczesnych Niemiec, zaczerpnięte od Słowian[2]
- Zintensyfikowanie zasiedlania Bałkanów przez Słowian[3]
- Dorestad zostało znaczącym centrum handlowym.
- Początek budowy kompleksu pałacowego w Monzy.
- Morawianie wywalczyli niepodległość od Awarów.
- Epidemia czarnej ospy na zachodzie Europy.

Azja
- Nadżran przyjął islam.
- Sumatra, Jawa i pobliskie wyspy przyjęły buddyzm.
- Otworzenie pierwszej ambasady japońskiej w Chinach.

Mezoameryka
- Erupcja wulkanu San Salvador.
- Początek długotrwałego boomu demograficznego w Teotihuacán, który doprowadził w przeciągu 100 lat do upadku tego miasta z powodu problemu przeludnienia.
- Prawdopodobny rok zbudowania Świątyni Inskrypcji[potrzebny przypis].

## Urodzili się
- Witalian, papież (zm. 672).